# Drunk in Love
Singles de Beyoncé Knowles
XO
(2013) Part II (On the Run)
(2013)
Singles par Jay-Z
Tom Ford
(2013) Part II (On the Run)
(2013)
Drunk in Love est une chanson issue du 5e album éponyme de Beyoncé Knowles, en duo avec Jay-Z. Elle est sortie le 17 décembre 2013 comme single, en même temps que XO. Le single s'est vendu à plus de 4 500 000 exemplaires mondialement en comptant le streaming.

## Clip
Le clip a été tourné le 15 août 2013 à Golden Beach dans le comté de Miami-Dade en Floride et a été réalisé par Hype Williams.
En France, il est diffusé avec la signalétique "Déconseillé aux moins de 10 ans" (sauf sur NRJ Hits et M6 Music).

## Classements
Le single a débuté à la place 2e place du Hot RNB/hip-hop ainsi qu'à la 12e place du hot 100 avec 61 000 exemplaires vendus aux US devenant le meilleur démarrage de sa carrière[Information douteuse].
Le single atteint la deuxième place du Billboard Hot 100 (derrière Katy Perry, avec son single Dark Horse) et est son 1er top 10 en quatre ans, il connaît un succès retentissement dans le monde. Il permet à Beyoncé et Jay Z de décrocher la 9e place du Top Singles & Titres en France. Le titre dispose de nombreuses certifications à travers le monde.
Drunk In Love permet à Beyoncé de se classer au Top 10 en France, plus précisément à la place #9. La chanson s'est vendue à un peu moins de 70 000 exemplaires en France (Disque d'Argent) avec le streaming de Spotify Le titre doit être aux alentours des 100 000 exemplaires en comptant le streaming Deezer (Disque D'Or).